# 血玫瑰
《血玫瑰》是一部1988年香港驚悚犯罪片，由藍乃才導演，胡雪麗編劇，李擎柱和林正英擔任動作設計，王小鳳、林正英和金燕玲主演，電影的藍本來自1973年由何夢華執導的邵氏作品《毒女》。該片大致被剪為兩個版本，一個常見的ⅡB，如樂貿、得利（寰亞片庫），一個罕見的Ⅲ，如鉅星（寰亞片庫）、星光（分LD和VHS）。
本片在香港上映時沒引起很多關注，反而是流傳外國後，外國影迷將本片奉為剝削電影和邪典電影之一。

## 故事簡介
方潔瑩是澳門一間不起眼夜總會的公關主任，遇上五名醉酒的惡漢鬧事，潔瑩認出五人是殺父仇人但按捺心中仇恨冷靜應對，夜總會經理後警告五漢，五漢生事不果隨即離去，但事情仍未終結。他們在潔瑩下班後尾隨她，並帶到附近的墳場施暴和輪姦，潔瑩被強姦後染上性病，潔瑩愴惶去到姊姊方虹家裏，原來姊姊和男友周俊雄也被五漢所害，姊姊雙目失明，周俊雄失去兩腿，兩人歷劫滄桑。某日黃昏，潔瑩巧遇五漢之一，其兇殘報仇行動逐一展開的故事。 

## 角色介紹
- 王小鳳飾方潔螢[5]：

夜總會公關主任。
- 林正英飾周俊雄[5]：

方虹的男友。曾被五漢殘害導致失去兩腿，要靠輪椅代步。
- 金燕玲飾方虹[5]：

方潔螢的姐姐。曾被五漢所害導致雙目失明。
- 薛芷倫飾蘇珊[5]：

舞小姐，收留潔瑩在家。
- 成奎安飾長腳：

輪姦方潔螢五漢之一。
- 韓義生飾韓：

輪姦方潔螢五漢之一。
- 周比利飾周：

輪姦方潔螢五漢之一。
- 陳敬飾山雞：

輪姦方潔螢五漢之一。
- 謝福耀飾耀仔：

輪姦方潔螢五漢之一。
- 王霄 飾蕭小豪：

## 外部連結
- 香港影庫上《血玫瑰》的資料（繁體中文）
- 互联网电影数据库（IMDb）上《血玫瑰》的资料（英文）
- 豆瓣电影上《血玫瑰》的資料 （简体中文）
- 时光网上《血玫瑰》的資料（简体中文）